# Szécsiszentlászló
Szécsiszentlászló (röviden Szentlászló, szlovénül: Motvarjevci) szlovéniai magyarok által lakott falu Szlovéniában, Muravidéken, Pomurska régióban.  Közigazgatásilag Alsómaráchoz tartozik.

## Fekvése
Muraszombattól 18 km-re keletre a Muravidék északi részén, Szlovénia Ravensko nevű tájegységében, a Kebele-patak partján, közvetlenül a szlovén-magyar határ mellett fekszik.

## Története
A települést 1338-ban "Villa Sancti Ladislai" alakban említik először. 1391-ben királyi adományként "Poss. Kebelezenthlazlo" néven a Széchy család birtoka lett. 1425-ben "poss. Othmarfahva" néven a Széchyeké, majd 1437-ben "Poss. Othmarfalwa al. nom. Kebelezenthlazlo" néven a család új adományul nyeri. 1499-ben "Zenthlazlo" néven szerepel. A Széchyek fiági kihalása után a 17. század végén adásvétellel a Szapáryak birtoka lett.
A település szlovén elnevezése, a Motvarjevci korábban még Mrtvarjavci, Močvarjavci néven szerepelt. A močvara kifejezés ingoványt jelent, valószínűleg a település szlovén neve is erre utal.
Vályi András szerint "SZENT LÁSZLÓ. Szétsi Sz. László. Magyar falu Szala Várm. földes Ura G. Szapáry Uraság, lakosai katolikusok, fekszik Sz. Györgyvőlgyének szomszédságában, és ennek filiája; határja is hozzá hasonlító."
Fényes Elek szerint " Szécsi-Szent-László, magyar falu, Zala vmegyében, 74 kath., 218 ref. lak. F. u. gr. Szapáry. Ut. p. A. Lendva."
1910-ben 501, túlnyomórészt magyar lakosa volt. A trianoni békeszerződésig Zala vármegye Alsólendvai járásához tartozott, néprajzilag pedig az Őrség része. 1919-ben átmenetileg a de facto Mura Köztársaság része lett. Még ebben az évben a Szerb–Horvát–Szlovén Királysághoz csatolták, ami 1929-től Jugoszlávia nevet vette fel.
1931-ben 359 magyar és 51 szlovén nemzetiségű polgárt írtak össze. A falu iskolájában az 1933/34-es tanévig magyar nyelven oktattak, azonban ezt követően szlovén tanító érkezett a faluba, aki nem tudott magyarul, így a magyar nyelvű tanításnak is vége lett.
1941-ben átmeneti időre ismét Magyarországhoz tartozott. Az 1940/41-es tanév adatai szerint a helybeli iskola 40 tanulója közül már ismét valamennyi magyar volt.
1945 után visszakerült jugoszláv fennhatóság alá. 1991 óta a független Szlovénia része. 2002-ben 189 lakosa volt.

## Nevezetességei
- Református templom.
- Római kori halomsírok.
- Kulturális emlék az 1906-ban épített Vogler-ház és az 1928-ban épített malom.